# Sekulica
Sekulica (maced. Секулица) – wieś w północno-wschodniej Macedonii Północnej, w gminie Kratowo.